# Roman Bieszke
Roman Bieszke (ur. 10 lipca 1948 w Gdyni, zm. 20 grudnia 2021) – polski trener piłki nożnej, pionier piłki kobiecej w Polsce.

## Życiorys
Pracował w Stoczni Remontowej Radunia w Gdańsku. Od 1971 był instruktorem piłki nożnej, organizował pierwsze kobiece drużyny piłkarskie w Trójmieście, Pruszczu Gdańskim i Starogardzie Gdańskim, w tym w 1971 założył z żoną Edwardą Bieszke TKKF Checz Gdynia, jeden z najmocniejszych klubów w Polsce w latach 70. XX wieku, z którym w 1975, 1976, 1978 i 1979 sięgnął po nieoficjalne mistrzostwo Polski. W 1980 zdobył wicemistrzostwo Polski podczas I edycji oficjalnych mistrzostw Polski, w 1981 brązowy medal mistrzostw Polski, w 1980 srebrny medal halowych mistrzostw Polski, w 1981 brązowy medal halowych mistrzostw Polski. Jako I trener prowadził zespół do grudnia 1981. Od 1984 do 1986 prowadził tę sekcję w ramach MZKS Ogniwo Sopot (w 1988 sekcja powróciła do TKKF Gdynia). Ponownie prowadził Checz od lipca 1988 do maja 1993. W latach 1990-1991 wykupił na własność infrastrukturę Checzy. Kolejny raz trenerem Checzy był od lipca 2000 do grudnia 2001. Przez wiele lat był prezesem klubu.
Razem z Tadeuszem Maślakiem prowadził reprezentację Polski kobiet w jej pierwszym meczu oficjalnym, 27 czerwca 1981 przeciwko Włochom (0:3), w 1990 był trenerem młodzieżowej reprezentacji Polski
W 1979 z jego inicjatywy przystąpiono do opracowania regulaminu pierwszych mistrzostw Polski kobiet w piłce nożnej, które odbyły się w 1980. W 1981 został przewodniczącym nowo utworzonej Komisji do spraw Piłki Nożnej Kobiet, w 1985 wszedł w skład włączonej w struktury Polskiego Związku Piłki Nożnej Komisji Piłkarstwa Kobiecego, był też członkiem Wydziału Piłkarstwa Kobiecego PZPN.